# Suicide Season
Suicide Season (рус. Сезон самоубийств) — второй студийный альбом британской металкор-группы Bring Me the Horizon.

## Об альбоме
В Европе и Англии альбом вышел 29 сентября 2008 года при поддержке лейбла Visible Noise, а в США и Канаде — 18 ноября 2008 года при поддержке Epitaph. Альбом на первой же неделе поднялся на 47-ю позицию Британского чарта, 28-ю — австралийского, 107-ю — Billboard Top 200. Количество проданных копий за первую неделю продаж составило 6,621. 2 ноября 2009 года вышел сборник ремиксов на композиции из «Suicide Season» под названием Suicide Season: Cut Up.

## Список композиций
| №                   | Название                                                                                 | Длительность |
| ------------------- | ---------------------------------------------------------------------------------------- | ------------ |
| 1.                  | «The Comedown»                                                                           | 4:09         |
| 2.                  | «Chelsea Smile»                                                                          | 5:02         |
| 3.                  | «It Was Written in Blood»                                                                | 4:02         |
| 4.                  | «Death Breath»                                                                           | 4:20         |
| 5.                  | «Football Season Is Over» (при участии Джей Джей Питерса из Deez Nuts)                   | 1:55         |
| 6.                  | «Sleep with One Eye Open»                                                                | 4:16         |
| 7.                  | «Diamonds Aren't Forever»                                                                | 3:48         |
| 8.                  | «The Sadness Will Never End» (при участии Сэма Картера из Architects)                    | 5:22         |
| 9.                  | «No Need For Introductions, I've Read About Girls Like You on the Backs of Toilet Doors» | 1:00         |
| 10.                 | «Suicide Season»                                                                         | 8:17         |
| Общая длительность: | Общая длительность:                                                                      | 41:00        |

## Участники
Bring Me The Horizon
- Оливер Сайкс — вокал, программирование, клавишные
- Ли Малиа — соло-гитара
- Кёртис Уорд — ритм-гитара
- Мэтт Кин — бас-гитара
- Мэтт Николс — ударные

Дополнительные музыканты
- JJ Peters – гостевой вокал на "Football Season Is Over"
- Сэм Картер – гостевой чистый вокал на "The Sadness Will Never End"
- The Secret Handshake – семплы на "Chelsea Smile"

Производственный персонал
- Фредрик Нордстрём и Хенрик Юдд — продюсирование и сведение
- Питер Ин Де Бету (Tailormaid, Швеция) — мастеринг